# جنبش مونتاژ شوروی
جنبش مونتاژ شوروی جنبشی سینمایی است که در دهه ۱۹۲۰ شکل گرفت؛ و تنها جنبش سینمایی دوران سینمای صامت بود که چند سالی هم در سینمای ناطق دوام آورد. نظریه پردازان این جنبش که خود فیلمسازان توانایی هم بودند، نظریه مونتاژ شوروی را مطرح کردند. لف کولشوف، وسولد پودوفکین، سرگئی آیزنشتاین، ژیگا ورتوف و الکساندر داوژنکو از مهم‌ترین نظریه پردازان و فیلم سازان این جنبش بودند. اعتصاب به کارگردانی آیزنشتاین اولین فیلم مهم جنبش مونتاژ شوروی و رزمناو پوتمکین ساخته همین فیلمساز مشهورترین فیلم جنبش است. همان‌طور که از نام این جنبش پیداست، وجه ممیزه اصلی فیلم‌های این جنبش در حوزهٔ تدوین است.

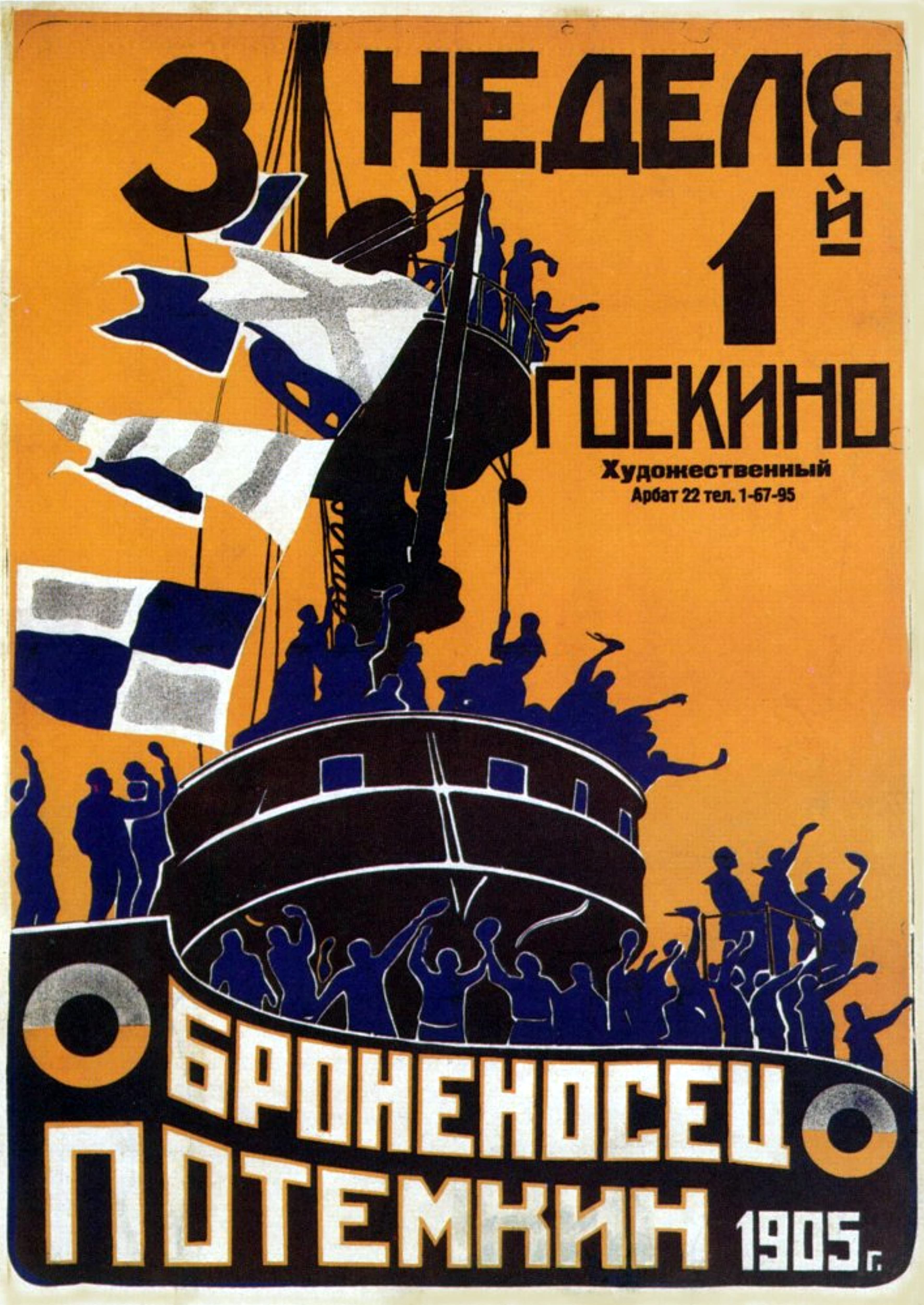
پوستر فیلم رزمناو پوتمکین اثر سرگئی آیزنشتاین(۱۹۲۵)

## زمینه‌های پیدایش و گسترش جنبش

### زمینه هنری
جنبش مونتاژ سینمای شوروی از لحاظ هنری در جنبش هنری کانستراکتیویسم ریشه داشت. کانستراکتیویسم جنبشی هنری بود که در سال ۱۹۲۰ در شوروی به وجود آمد. این جنبش که هوادار جنبش‌های هنری مدرن بود، مدرنیست‌های هنری را تشویق می‌کرد تا برای هنر خود کارکردی اجتماعی تعریف کنند. اینان هنرمند را یک صنعت کار می‌دانستند که با ماده خامی که از رسانه هنری در دست دارد اثر هنری خود را خلق می‌کند. کانستراکتیویست‌ها هنرمند را با مهندس و اثر هنری را با ماشین مقایسه می‌کردند و کار هنری را حاصل برهم نهادن و مونتاژ اجزا می‌دانستند. اینان معتقد بودند که واکنش‌های انسانی را به لحاظ علمی می‌توان معین و پیش‌بینی کرد و از این رو می‌توان اثر هنری را چنان محاسبه کرد که واکنش مطلوب و دلخواه هنرمند را در مخاطب برانگیزد. انتقال آرمان‌های جامعهٔ کمونیستی شوروی در برنامه کار هنرمندان کانتراکتیویست قرار داشت و قابل فهم بودن اثر هنری برای عموم، خصوصاً کارگران و دهقانان که نقش اساسی در آرمان‌های بلشویسم داشتند، اهمیت فراوان داشت. در نظر کانتراکتیویست‌ها شکل‌های هنری نخبه همچون اپرا و نقاشی هم ردیف شکل‌های هنری عوام مانند سیرک و پوستر قرار می‌گرفتند. کانتراکتیویست‌ها شعار مارکس و لنین را دنبال می‌کردند که: «هنر کاری مانند هر کار دیگر است.» تئاتر کانستراکتیویستی به خصوص با کارهای کارگردان تئاتر معروف وسولد مایرهولد، شیوه‌های جسورانه‌ای در طراحی صحنه و بازیگری خلق کرد که بعدها تأثیر فراوانی بر کارگردانان جنبش سینمایی مونتاژ شوروی گذاشت. طراحی صحنه‌ها به ماشین‌های بزرگ کارخانه‌ها شباهت داشت و بازیگران با لباس کار معمولی، حرکات مکانیکی و کاملاً کنترل شده‌ای داشتند و بیان احساسات درونی و بازی‌هایی که خصوصاً در کارهای کنستانتین استانیسلاوسکی دیده می‌شد به هیچ وجه در این نمایش‌ها صورت نمی‌گرفت. بازی‌های بازیگران کیفیتی آکروباتیک داشت که به این نوع بازیگری، بیومکانیکال می‌گویند.

### زمینه سیاسی
سینما از همان آغاز شکل‌گیری حکومت کمونیستی شوروی مورد استقبال فراوان قرار گرفت. لنین اعلام کرد: «از نظر ما فیلم مهمترین هنر است.» این نگاه از سوی حاکمیت در آغاز راه به سود جنبش مونتاژ بود (اما آنچنان‌که در بخش پایان جنبش مونتاژ می‌بینید در انتها به ضرر این جنبش تمام شد) در نیمهٔ دوم دهه ۱۹۲۰ بود که واردات فیلم‌های سینمایی به شوروی کاهش یافت؛ دلیل این کاهش عدم سازگاری محتوی فیلم‌ها با آرمان‌های حاکمیت بود و در واقع این فیلم‌ها از نظر ایدئولوژیک زیان بار تلقی می‌شدند. از طرفی در تولید داخلی نیز گرایشی به سمت تولید فیلم‌هایی در جهت تجسم آرمان‌های ایدئولوژیک برای عموم مردم شوروی به وجود آمد. نخستین فیلم‌های جنبش مونتاژ با پرداختن به داستان‌هایی از ستم‌های روسیه تزاری و قیام‌های تاریخی مردم، موفقیت مالی و جلب رضایت منتقدان سینمایی را توامان به دست آورد.

## نظریه مونتاژ شوروی و نظریه پردازان شاخص آن
نظریه مونتاژ شوروی حول تعریف خاص این جریان از مونتاژ به عنوان شکلی از تدوین سینمایی شکل گرفته‌است. نظریه پردازان این جنبش که خود فیلمسازان توانایی هم بودند نظریات متعدد و در مواردی متضاد داشتند. لف کولشوف، وسولد پودوفکین، سرگئی آیزنشتاین و ژیگا ورتوف از مهم‌ترین نظریه پردازان این جنبش بودند.

### لف کولشوف
کولشوف از جهاتی محافظه کارترین نظریه‌پرداز جنبش مونتاژ محسوب می‌شود و مباحث او پیرامون تدوین حول روشنی بیان و تأثیرگذاری عاطفی بر بیننده‌است. او که در سال ۱۹۲۰ فیلمسازی جوان بود با راه‌اندازی کارگاهی سینمایی برخی اصول تئوری جنبش مونتاژ شوروی را پی ریخت و تعدادی از مهم‌ترین کارگردانان و بازیگران این جنبش در کارگاه او تربیت شدند. او ضمن آزمون‌هایی که بعدها به جلوه کولشوف معروف شد، فن تدوینی را کشف کرد که بر فیلمسازان جنبش مونتاژ تأثیر فراوان گذاشت. جلوه کولشوف با حذف نمای معرف و مونتاژ تصاویر عناصر مختلف در صحنه، تماشاگر را به برداشت خاصی از فیلم ترغیب می‌کرد. کولشوف بر این عقیده بود که بیننده کمتر از نماهای منفرد و بیشتر از مونتاژ یا سرهم کردن نماها تأثیر می‌گیرد. این ایده در شکل‌گیری نظریه مونتاژ نقش مؤثری داشت. فیلم ماجراهای حیرت انگیز مستر وست در سرزمین بلشویک‌ها، محصول سال ۱۹۲۴، اولین ساختهٔ اعضای کارگاه فیلمسازی کولشوف بود که با توجه به نوآوری‌هایی که در بازیگری و تدوین آن دیده می‌شد، می‌توان آن را فیلمی در حاشیه جنبش مونتاژ شوروی به حساب آورد.
یکی از آزمایش‌های معروف کولشوف که برای اثبات اینکه نماهای واحد فاقد معنای مشخص اند و مونتاژ نماهاست که معنا می‌آفریند صورت گرفت، به این ترتیب بود که در این آزمایش نمایی واحد از صورت یک بازیگر در دو زمینهٔ مختلف به کار می‌رود. ابتدا یک زندانی گرسنه کاسه‌ای سوپ می‌گیرد. تصویر چهره بازیگر ظاهر می‌شود و ولع و گرسنگی در صورتش دیده می‌شود. سوپ را می‌بلعد. در مجموعهٔ دوم نماها زندانی مشتاق آزادی و دیدین پرنده‌ها و آسمان است. در زندان باز می‌شود و ما واکنش او را در برابر آفتاب می‌بینیم. با وجود اینکه کولشوف از یک نمای واحد در دو مجموعه نماها استفاده کرد ولی بیننده از دیدن هر کدام تأثیر متفاوتی را می‌پذیرفت و حالت چهره بازیگر در نگاه مخاطب متفاوت می‌نمود. کولشوف می‌گوید: تماشاگر بشخصه نماهای وصل شده را تکمیل می‌کند و در آن‌ها چیزی را که مونتاژ به او القا کرده‌است می‌بیند. بدین ترتیب تجربه کولشوف ضربه‌ای علیه اسلوب بازیگری استانیسلاوسکی تلقی می‌شد.

### وسولد پودوفکین
درک پودوفکین از مونتاژ بسیار تحت تأثیر نظریات کولشوف قرار داشت. پودوفکین تمام عرصهٔ کار سینماگر را به کار با نما خلاصه می‌کرد و معتقد بود سینماگر باید این تکه‌های واقعیت را به درستی انتخاب کند. او مرحلهٔ تولید نما (فیلم‌برداری) را تنها یک مرحلهٔ فنی در تولید فیلم می‌دانست. از نظر او حس جهان در همان مرحلهٔ فیلم‌برداری در نما ذخیره می‌شود و کار فیلمساز این است که تنها با تدوین درست نماها این حس را تقویت و آزاد کند و از این طریق معنا و مضمون مورد نظر خود را به بیننده القا کند. پیوند ساده نماها در نظریات پودوفکین به تصادم نماها در نظریات آیزنشتاین تکامل می‌یابد. تکامل از این جهت که بیننده در شکل دوم آن چنان‌که در نظریات پودوفکین آمده، منفعل نیست. آیزنشتاین می‌گوید سینماگر باید مفهوم را در نما خلق کند، نه آن گونه که پودوفکین می‌گوید آن را هدایت کند.

### سرگئی آیزنشتاین

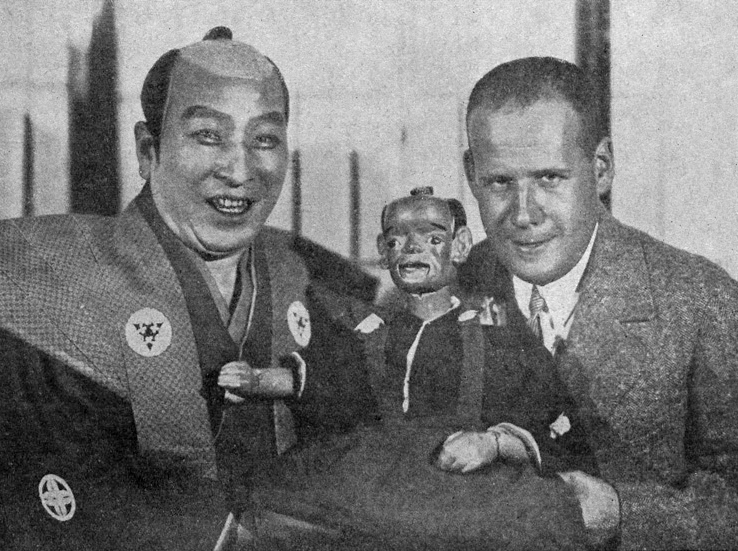
سرگئی آیزنشتاین، سادانجی ایچیکاوا (هنرپیشه ژاپنی)، مسکو ۱۹۲۸

آیزنشتاین بدون شک مهم‌ترین نظریه‌پرداز و فیلمساز این جنبش محسوب می‌شود. او از کولشوف و پودوفکین که نماها را مثل آجر و فیلمسازی را مثل روی هم قرار دادن آجرها می‌پنداشتند انتقاد کرد. در واقع او پیچیدترین تئوری و درک از مونتاژ را داشت. آیزنشتاین مونتاژ را یک اصل خلاقه عمومی می‌دانست که در دیگر هنرها همچون نمایش، شعر و نقاشی سنتی نیز وجود دارد و در رساله‌اش در سال ۱۹۲۹، اعلام کرد که اصل مونتاژ را باید همچون تصادم عناصر درک کرد. او از مفهوم دیالکتیک هگل و مارکس برای تشریح نظریه مونتاژ خود استفاده می‌کند و سنتز (هم نهاد) را حاصل برخورد تز و آنتی تز (برابر نهادها) می‌داند. او معتقد بود که بیننده با برخورد عناصر متضاد در فیلم، مفهوم تازه‌ای در ذهن خود می‌آفریند. آیزنشتاین مونتاژ تصادم را عرصه‌ای برای سینمای مفهومی یافته بود و آرزویش این بود که کتاب سرمایه مارکس را به فیلم برگرداند و بدون استفاده از واژه‌ها و تنها از طریق تصاویر و تدوین آن‌ها مفاهیم را خلق کند. بدین سان ما در فیلم‌های آیزنشتاین سکانس‌های متعددی می‌بینیم که در آن مثلاً ویژگی‌های گرافیکی نماها در تضاد با یکدیگر قرار دارند. به عنوان مثال در سکانس پلکان اودسا در فیلم رزمناو پوتمکین آیزنشتاین، حرکت منظم سربازان در تعارض با حرکات آشفتهٔ مردم در حال متفرق شدن است. جهت افقی خطوط پلکان در خلاف جهت عمودی خطوط لوله‌های تفنگ قرار دارد و کودک زخمی با پیراهن سفید در آغوش مادرش، زیر سایهٔ سیاه سربازان جای گرفته‌است. در همین فیلم تعارض در حجم‌ها در نمایی که صدها قایق کوچک از رزمناو غول پیکر پوتمکین استقبال می‌کنند، مشهود است.

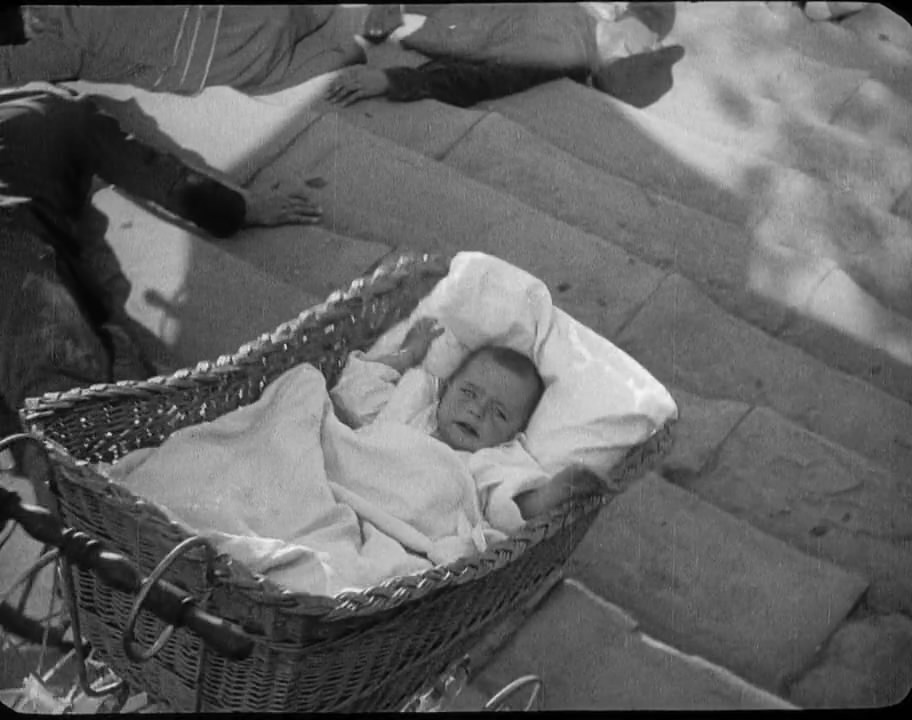
بچه در داخل کالسکه از پلکان ادسا پایین می‌آید.

همچنان‌که گفتیم، آیزنشتاین در تبیین نظریات سینمایی اش از موارد متعددی در دیگر هنرها از فبیل نقاشی، موسیقی، تئاتر و شعر تأثیر گرفته بود. کانستراکتیویست‌ها معتقد بودند که عناصر میزانسن نباید در یک سلسله مراتب فئودالی قرار بگیرند بلکه باید در یک هماهنگی دموکراتیک در کنار یکدیگر جای بگیرند و به کار گرفته شوند. آیزنشتاین نیز به دنبال این بود که با خنثی‌سازی عناصر تشکیل دهندهٔ متن فیلمیک، به زبانی مشابه نقاشی یا موسیقی دست یابد که در آن‌ها رنگ و صدا را به عنوان عناصر هم ردیف و خنثی می‌دانست. کاری که از نظر او درتئاترکابوکی با استیلیزه کردن عناصر تئاتری صورت گرفته بود. بدین ترتیب مفهوم یک تئاتر  کابوکی با تعریف کردن داستان و حرکات تئاتر برای مخاطب قابل درک نیست بلکه شکل مجموعهٔ نمایش است که برای مخاطب دربردارندهٔ مفهوم است. از نظر آیزنشتاین تماشای فیلم یعنی اینکه مخاطب تحت تأثیر شوک‌های متوالی قرار بگیرد که نه تنها از داستان فیلم، بلکه از عناصر گوناگون نمایش سینمایی سرچشمه می‌گیرد.
او که با تئاتر کابوکی به نظریاتش پیرامون ماده خام سینما دست یافته بود، با تعمق در اشعار هایکو به نقش تدوین در سینما پی برد. شعر هایکو از مجموعه‌ای از ایدئوگرامها تشکیل شده‌است که تقابل و تضاد بین این‌ها مفهوم را در نزد مخاطب خلق می‌کند. این مفهوم که از تصادم این اجزا به وجود می‌آید چیزی فراتر از مجموع معانی مستتر در تک تک اجزاست. مثالی که آیزنشتاین در شعر هایکو می‌آورد این شعر است:
کلاغ تنهایی
بر شاخ بی برگی
در شامگاه پاییزی
هر بخش از این شعر یک اتراکسیون یا جاذبه‌است و ترکیب کلی سه عبارت همان نقشی را اینجا ایفا می‌کند که تدوین در سینما. برخورد اتراکسیون‌ها از سطری به سطر دیگر اثر روانی یکپارچه‌ای به وجود می‌آورد که هم ویژگی سبک شعری هایکو و هم ویژگی تدوین سینمایی است. مثالی که آیزنشتاین در سینما می‌آورد به این شرح است که از کنار هم قرار گرفتن نمایی از یک درخت، نمایی از یک طناب و نمایی از یک چارپایه مفهومی همچون یاس و خودکشی استنباط می‌شود که نمی‌تواند در هیچ‌کدام از نماها به تنهایی وجود داشته باشد.

### ژیگا ورتوف
ورتوف نسبت به دیگران رادیکال تر بود و به شدت به اصول کانستراکتیویستها تعهد داشت و برای فیلم مستند کارکرد اجتماعی متصور می‌شد. او فیلم‌های داستانی رایج را مخدرهای سینمایی می‌نامید و معتقد بود که این فیلم‌ها آگاهی سیاسی و اجتماعی مخاطبان خود را زایل می‌کنند. از نظر او مونتاژ نه یک مرحله فنی بلکه تمامی فرایند تولید فیلم بود. ورتوف اما به تفاوت نماها اهمیت زیادی می‌داد و می‌گفت که فیلمساز باید با درک این تفاوت‌ها در گرافیک، ریتم و غیره، بر آن‌ها تأکید بورزد و مخاطب را این‌گونه تحت تأثیر قرار دهد.
ورتوف دو داعیه را در نظریاتش مطرح کرد که بعدها بر فیلمسازان زیادی مخصوصاً در فرانسه و آمریکا تأثیر گذاشت؛ سینما-چشم و سینما-حقیقت. او لنز دوربین را به مثابه چشمی برای مکاشفه حسی جهان می‌انگارد و هدف اساسی خود را آن گونه که در ماهیت سینما چشم می‌گوید کمک به افراد مظلوم و کارگران برای درک پدیده زندگی تعیین می‌کند. او نبرد بلشویکی در مقابل حکومت تزاری را با مقابله سینما-چشم علیه نظام ستاره سالار هالیوود مقایسه می‌کند. او همچنین بحث کینو-پراودا به معنی سینما-حقیقت را مطرح کرد و بر فیلم به عنوان رسانه «حقیقت، واقعیت» تأکید کرد.

## مولفه‌های سبکی

### میزانسن
هرچند کارگردانان جنبش مونتاژ کیفیت‌های هنری سینما را وابسته به تدوین می‌دانستند اما متوجه این امر هم بودند که تک تک نماها نیز باید از کیفیات لازم برخوردار باشد. آن‌ها همچنین نگاه کاملاً متفاوتی در بازیگری نسبت به جریان رایجی در سینما داشتند که به آموزه‌های بازیگری استانیسلاوسکی نزدیک بود.

#### صحنه
همان‌طور که بر تضادها در نماهای مختلف تأکید می‌شد، در یک نما نیز ویژگی‌های گرافیکی نما به کمک طراحی صحنه در جهت ایجاد تضاد به کار می‌رفت. مثلاً در فیلم رزم ناو پوتمکین آیزنشتاین، در صحنهٔ شکستن بشقاب توسط ملوان معترض، جهت خطوط لباس ملوان در تضاد با پس زمینهٔ دیوار پشت سرش قرار دارد.

#### بازیگری
در فیلم‌های مونتاژ از سبک‌های بازیگری مختلف، از بازی رئالیستی تا استیلیزه استفاده می‌شد. اکثر فیلمسازان جنبش مونتاژ شوروی غیر از آیزنشتاین به تبع کولشوف از بازیگری ناتورالیستی در فیلم هایشان بهره می‌جستند. به‌طور مثال پودوفکین اصول بازیگری ناتورالیستی و مونتاژ کولشوف را سرلوحه کار خود قرار داده بود و برخی کاراکترهای فیلم‌های او احساسات و هویت‌های منحصربه‌فرد داشتند. داوژنکو نیز در فیلم‌هایی همچون زمین با نشان دادن آرمانگرایی فردی و تلاش انفرادی برای غلبه بر مقاومت روستائیان زمین‌دار در مقابل برنامه‌های اشتراکی کردن زمین‌ها خط مشی کولشوف در بازیگری را ادامه داد.
اما آیزنشتاین هیچ گونه علاقه‌ای به کاراکترپردازی نداشت و سعی می‌کرد از تیپ‌هایی در طبقات و گروه‌های اجتماعی، آنچه خودش تیپاژ می‌نامید، استفاده کند. در واقع قهرمان فیلم‌های او نه فردی خاص، بلکه پرولتاریا بود. بازیگری در فیلم‌های آیزنشتاین برای تجسم طبقه‌بندی اجتماعی مورد استفاده قرار می‌گرفت. از این رو انتخاب هنرپیشه از سوی او بر اساس معانی ضمنی چهره بازیگر صورت می‌گرفت. به عنوان مثال فیلم بردار آیزنشتاین، ادوارد تیسه، در مورد انتخاب بازیگران در فیلم مشی عمومی می‌گوید که نقش کولاک توسط یک مسلمان و پیمانکار سابق گوشت بازی شد، پدر ماتفئی در لنینگراد و همسر غمگین در صحنه کلبه تقسیم شده در یک دهکده معتقدان قدیمی پیدا و انتخاب شدند و سرانجام قهرمان زن فیلم در یک مزرعه دولتی در کونستانتینوفکا پیدا شد.
بازیگری در مکتب آیزنشتاین تحت تأثیر اندیشه و کارهای مایرهولد بود؛ در نظام بازیگری مایرهولد، بدن بازیگر به صورت ماشینی فرض می‌شد که عضلات و مفصل‌های او پیستون‌ها و میله‌ها بودند و موفقیت بازیگر در گرو تربیت بدنی سخت و شدید قرار گرفته بود. اما آیزنشتاین تحت تأثیر آرای دو روانشناس معروف، دیدگاه‌های دیگری نیز به این سبک بازیگری افزود. با توجه به انعکاس‌شناسی پاولوفی، بازیگر باید در برابر تحریک‌ها عکس‌العمل نشان دهد. از طرفی دیگر بنا بر روانشناسی ویلیام جیمز، حرکت فیزیولوژیک بر احساس روانشناسانه مرجح بود. چنان‌که آیزنشتاین از قول جیمز می‌گوید: «ما به علت غمگین بودن گریه نمی‌کنیم بلکه به علت گریه کردن غمگین هستیم.»

#### نورپردازی
نورپردازی فیلم‌های این جنبش نیز در مواردی نامتعارف است. در بسیاری از صحنه‌ها از هیچ نور پرکننده‌ای استفاده نمی‌کردند و این گونه بازیگر بر پس زمینه‌ای سیاه دیده می‌شود.

### کار با دوربین و قاب بندی
کارگردانان این جنبش معمولاً از قاب بندی‌های متعارف و روبه سوژه در ارتفاع سینه استفاده نمی‌کردند و زوایای دوربین آنان معمولاً نامتعارف به نظر می‌رسد. نماهای سربالا که به سوژه‌ها جلوه‌ای ترسناک یا قهرمانی می‌بخشد از زوایای دوربین متداول در فیلم‌هایشان بود. این فیلمسازان همچنین علاقه وافری داشتند که خط افق را در قاب تصویر بسیار پایین در نظر بگیرند.
همچنین در کار این کارگردانان استفاده از جلوه‌های تصویری نیز دیده می‌شود. مثلاً ورتوف در مردی با دوربین فیلم‌برداری، از پرده دوپاره و سوپرایمپوزیشن استفاده می‌کند. در فیلم‌های جنبش مونتاژ این تمهیدات برای بیان معناهای نمادین استفاده شده‌است.

### تدوین
وجه ممیزه اصلی فیلم‌های این جنبش در حوزهٔ تدوین قرار دارد. کارگردان‌های این جنبش نماها را به روش‌های پر تحرک و پویا کنار هم قرار می‌دادند و برای افزایش این پویایی سعی می‌کردند از تعداد نماهای بیشتری استفاده کنند. این فیلمسازان هر کنش را به چندین نما خرد می‌کردند. آنان بر این باور بودند که برش، فی نفسه بیننده را برمی انگیزد. برش به روش مونتاژ معمولاً توهم گذر هموار زمان که در تدوین تداومی وجود دارد را برهم می‌زد و مناسبات زمانی دارای هم پوشانی یا حذف زمانی را خلق می‌کرد؛ مثلاً آیزنشتاین در صحنه‌ای از فیلم رزم ناو پوتمکین صحنهٔ شکستن بشقاب توسط ملوان معترض را که یک لحظه بیشتر طول نمی‌کشد، به ده نما گسترش داد. در حذف زمانی هم مواردی از جامپ کات در فیلم‌های این جنبش دیده می‌شود. تدوین سریع و ضرب آهنگین نیز تحت تأثیر فیلم‌های امپرسیونیستی فرانسه به جنبش مونتاژ راه یافت.
درهم برش زدن نیز راه دیگری برای خلق مناسبات مکانی غیرعادی بود مثلاً در فیلم اعتصاب آیزنشتاین صحنهٔ کشتار کارگران به صحنهٔ قصابی یک گاو برش می‌خورد یا در فیلم مادر پودوفکین تصویر قهرمان فیلم در زندان که خبر نقشه‌های دوستانش برای نجات را شندیده‌است به تصاویری از آب شدن یخ جویباران بهاری برش زده می‌شود.

## مولفه‌های تماتیک
موضوعات فیلم‌های جنبش مونتاژ غالباً قیام‌ها، اعتصاب‌ها و دیگر رویدادهای اجتماعی و انقلابی بودند، تا بلکه بتوانند اهداف حزب کمونیستی حاکم بر شوروی را دنبال کرده و به آرمان‌های بلشویکی تجسم ببخشند. دو فیلم رزمناو پوتمکین از آیزنشتاین و مادر از پودوفکین دربارهٔ قیام شکست خوردهٔ ۱۹۰۵ علیه حکومت تزاری بودند. اکتبر، پایان سن پترزبورگ و مسکو در اکتبر نیز انقلاب کمونیستی اکتبر ۱۹۱۷ را به تصویر کشیدند. بابل نو از تراوبرگ و کوزینتسف سرنوشت کمون پاریس در ۱۸۷۱ را روایت می‌کرد و اس. وی. دی فیلم دیگر این دو کارگردان دربارهٔ توطئه سال ۱۸۲۵ دسامبریست‌ها در تاریخ روسیه بود. اعتصاب آیزنشتاین در مورد اعتصاب کارگری در روسیه تزاری بود و آرسنال داوژنکو جنگ داخلی روسیه را به تصویر کشید.
در رابطه با ساختار روایی فیلم‌های جنبش مونتاژ شوروی دو نکته قابل توجه است؛ یکی اینکه این فیلم‌ها فضاهای رئال داشتند و به هیچ وجه در آن‌ها رویدادهای فراطبیعی رخ نمی‌داد. دیگر اینکه در این فیلم‌ها شخصیت‌های منفرد در داستان کمتر به عنوان علت اصلی رویدادها دیده می‌شدند و به نوعی قهرمان منفرد در فیلم‌هایشان دیده نمی‌شد. برعکس به خاطر دیدگاه مارکسیستی فیلمسازان به تاریخ، نیروهای اجتماعی به عنوان مولد و عامل کنش‌ها در فیلم نقش ایفا می‌کرد. شخصیت‌های منفرد کمتر تمایزات شخصیتی و روانشناختی معمول در فیلم‌ها را داشتند و معمولاً به عنوان تیپی از طبقه‌ای اجتماعی در فیلم ظاهر می‌شدند. در فیلم‌های اکتبر، رزمناو پوتمکین و اعتصاب، آیزنشتاین توده‌ها را به عنوان قهرمان اصلی فیلم در نظر گرفته‌است. همچنین آیزنشتاین می‌خواست که این قرارداد سینمای غالب را بشکند که در فیلم‌ها روایت و خط داستانی بر عناصر دیگر فیلم غلبه کرده‌است. او می‌خواست به سایر رمزهای فرعی سینما اهمیت و استقلال بیشتری ببخشد. او چندان روایت خطی و سلسله رویدادهای علت و معلولی در فیلم را نمی‌پسندید و علاقه داشت تا روایت با تصاویر غیرداستانی (تصاویری که در طرح و توطئه جای می‌گیرند ولی بخشی از داستان نیستند) و فراروایی قطع شوند: مثلاً در فیلم اکتبر برش‌هایی که به نماهایی از یک طاووس زده می‌شود به شکل استعاری غرور و تکبر نخست وزیر کرنسکی را نشان می‌دهد.

## پایان جنبش مونتاژ
از سال ۱۹۲۷ تا ۱۹۳۰ فعالیت فیلم سازان جنبش مونتاژ افزایش یافت اما در عین حال سیاست‌مداران شوروی و نهادهای دولتی فشار خود را بر کارگردانان این جنبش افزایش می‌دادند. یکی از مهم‌ترین ایراداتی که بر فیلم‌های این جنبش گرفته می‌شد، فرمالیسم بود؛ منظور نظر آنان این بود که فیلم‌های جنبش مونتاژ نخبه پسند بوده و برای طبقات کارگر و کشاورز شوروی قابل درک نیست. همچنین در مارس ۱۹۲۸ نخستین کنفرانس حزب کمونیست شوروی برگزار شد و برنامه ۵ ساله‌ای تدوین گردید که بر اساس آن تمامی صنعت‌ها از جمله سینما باید از تولید بالایی برخوردار باشند. هدف افزایش تولیدات سینمایی برای رفع نیاز کارگران و دهقانان بود.
در دوران استالین و پس از ۱۹۳۵ تمام فیلمسازان و نظریه پردازان جنبش مونتاژ شوروی به دلیل آرمان گرایی، فرمالیسم و نخبه گرایی مورد انتقاد قرار گرفتند و دچار گرفتاری‌های سیاسی شدند و رئالیسم سوسیالیستی از سوی حزب کمونیسم شوروی به عنوان گرایش زیبایی شناشانه رسمی اعلام شد.

## فرمالیسم و رئالیسم
فرمالیسم در جنبش مونتاژ شوروی نیرویی خلاقه برای بازآفرینی تجربه‌ای ورای واقعیت روزمره بود. اینان می‌خواستند سینما چیزی فراتر از «بازتولید مکانیکی سست و ضعیف زندگی واقعی» باشد که بعدها رئالیست‌ها که جریان غالب آنان را آندره بازن شکل داد، این نگاه نظریه پردازان فرمالیست جنبش مونتاژ را با وفاداری صرف به بازتولید مکانیکی واقعیت پاسخ دادند. آیزنشتاین هرگز ضبط سادهٔ واقعیت را سینما نمی‌دانست و استفاده از نمای بلند در فیلم را عبث قلمداد می‌کرد و می‌گفت: "خیره شدن بر رویدادی که تأثیر خود را بر جای گذاشته چه فایده‌ای دارد؟" از نظر وی تأثیر متن فیلمیک در عناصری از یک نما نهفته‌است که می‌تواند واکنشی درونی در بیننده ایجاد کند. این عناصر یا یکدیگر را تقویت کرده تا جلوه و تأثیری خاص را بیافرینند (چیزی که در سینمای رایج رخ می‌دهد)، یا عناصر متضاد در تصادم با یکدیگر جلوه نوینی به وجود می‌آورند یا در نهایت عنصری غیرمنتظره به تنهایی جلوه مورد نظر را خلق می‌کند.
رئالیست‌ها در مقابل مونتاژ به فوکوس عمیق علاقه‌مند هستند. مونتاژ در سینما در مقابل تدوین مبتنی بر فوکوس عمیق قرار می‌گیرد؛ مونتاژ بیننده را به سمت برداشت مشخصی رهنمون می‌سازد و خوانش مشخصی از فیلم را محتمل‌تر می‌کند. در مقابل در تدوین مبتنی بر فوکوس عمیق نیاز به برش در یک سکانس کاهش می‌یابد و بیننده آزادی بیشتری برای خوانش نماهای پیش روی خود خواهد داشت. همچنین ضرباهنگ‌هایی که از طریق این دو سبک تدوین به وجو می‌آید متفاوت است. در مونتاژ ضرباهنگ تند و پرشی و ناگهانی است و در تدوین فوکوس عمیق ضرباهنگ آهسته و کم افت و خیز است.

## وقایع نگاری جنبش مونتاژ در سینمای شوروی
| سال  | فیلم‌ها | رویدادها                                                                             |
| ۱۹۱۷ | | فوریه: سقوط حکومت تزار نیکلای دوم و استقرار حکومت موقت اکتبر: انقلاب بلشویکی         |
| ۱۹۱۹ | | آگوست: ملی شدن صنعت سینما تأسیس مدرسه دولتی سینما                                    |
| ۱۹۲۰ | | لف کولشوف به مدرسه دولتی سینما می‌پیوندد و کارگاه فیلم خود را تشکیل می‌دهد.            |
| ۱۹۲۲ | | تشکیل شرکت گوسکینو و انحصار دولتی توزیع فیلم از طریق این شرکت                        |
| ۱۹۲۳ | | انتشار مقاله «مونتاژ جذابیت‌ها» نوشته آیزنشتاین                                       |
| ۱۹۲۴ | ماجراهای حیرت انگیز مستر وست در سرزمین بلشویک‌ها ساخته کارگاه فیلمسازی لف کولشوف | سینما - چشم ژیگا ورتوف                                                               |
| ۱۹۲۵ | اعتصاب، ساختهٔ سرگئی آیزنشتاین رزمناو پوتمکین ساختهٔ سرگئی آیزنشتاین | ژانویه: تشکیل سووکینو، انحصار دولتی جدید توزیع فیلم و شرکت تولید فیلم                |
| ۱۹۲۶ | مادر به کارگردانی وسولد پودوفکین چرخ شیطان ساختهٔ گریگوری کوزینتسف و لئونید تراوبرگ شنل، کار گریگوری کوزینتسف و لئونید تراوبرگ |                                                                                      |
| ۱۹۲۷ | زونیگورا کار الکساندر داوژنکو خانه کنار تروبنایا ساخته بوریس بارنت پایان سن پترزبورگ کار وسولد پودوفکین مسکو در اکتبر، ساخته بوریس بارنت اس. وی. دی ساخته گریگوری کوزینتسف و لئونید تراوبرگ                                                                       |                                                                                      |
| ۱۹۲۸ | اکتبر (ده روزی که دنیا را تکان داد) ساخته سرگئی آیزنشتاین نواده چنگیزخان (توفان بر فراز آسیا) ساخته وسولد پودوفکین بند کفش اثر سرگئی یوتکویچ | مارس: نخستین کنفرانس حزب کمونیسم در زمینه مسائل سینما برگزار می‌شود.                  |
| ۱۹۲۹ | بابل نو کاری از گریگوری کوزینتسف و لئونید تراوبرگ مادربزرگم به کارگردانی کت میکابریدزه قطار سریع‌السیر چین (قطار سریع‌السیر آبی) به کارگردانی ایلیا تراوبرگ مردی با دوربین فیلم برداری ساخته ژیگا ورتوف آرسنال کار الکساندر داوژنکو کهنه و نو ساخته سرگئی آیزنشتاین | آیزنشتاین سفرهایی را شروع می‌کند که به ماندن او در خارج از کشور تا سال ۱۹۳۲ می‌انجامد. |
| ۱۹۳۱ | تنها به کارگردانی گریگوری کوزینتسف و لئونید تراوبرگ کوه‌های زرین ساخته سرگئی یوتکویچ |                                                                                      |
| ۱۹۳۲ | یک مورد ساده ساخته وسولد پودوفکین |                                                                                      |
| ۱۹۳۳ | سرباز فراری ساخته وسولد پودوفکین |                                                                                      |